# سد چینگینو
سد چینگینو (به ایتالیایی: Diga del Cingino) یک سد وزنی در ایتالیا است که در Antrona Schieranco, Province of Verbano-Cusio-Ossola, Piedmont واقع شده‌است.